# O. T. Fagbenle
Olatunde Olateju Olaolorun Fagbenle (Londra, 22 gennaio 1981) è un attore britannico.

## Biografia
Nato a Londra da padre nigeriano dello Yoruba, di professione giornalista, Tunde Fagbenle e da madre britannica, Ally Bedford. Fagbenle è stato cresciuto dalla madre. Si trasferisce in Spagna da bambino e inizia a studiare il sassofono contralto. Nel giro di un anno suonò per la South Coast Jazz Band e fece tournée al Festival di Edimburgo. Tornò nel Regno Unito, dove continuò a esibirsi come musicista in grandi band alla Wembley Arena e alla Royal Albert Hall. Il suo nome "Olatunde" significa "Ricchezza viene di nuovo" in Yoruba. È fratello dell'attore e produttore cinematografico Luti Fagbenle, e del video director e produttore Daps. Sua sorella è la giocatrice del WNBA Temi Fagbenle.

## Filmografia

### Cinema
- Complicità e sospetti (Breaking and Entering), regia di Anthony Minghella (2006)
- Poppies (2006)
- 2 Young 4 Me - Un fidanzato per mamma (I Could Never Be Your Woman), regia di Amy Heckerling (2007)
- Radio Cape Cod, regia di Andrew Silver (2008)
- The Reeds (2010)
- Non-Stop, regia di Jaume Collet-Serra (2014)
- Black Widow, regia di Cate Shortland (2021)

### Televisione
- EastEnders - serial TV, 2 puntate (2002)
- Casualty - serie TV, episodio 18x33 (2004)
- As If - serie TV, 7 episodi (2004)
- Hollyoaks - serie TV, 1 episodio (2004)
- Doctors - serial TV, 1 puntata (2005)
- Miss Marple (Agatha Christie's Marple) – serie TV, episodio 2x03 (2006)
- Grownups - serie TV, 8 episodi (2006)
- Little Miss Jocelyn - serie TV, 4 episodi (2006-2008)
- The Last Detective - serie TV, episodio 4x1 (2007)
- Quarterlife - serie TV, 4 episodi (2008)
- Dirt - serie TV, episodio 2x4 (2008)
- Doctor Who - serie TV, 2 episodi (2008)
- My Boys - serie TV, episodio 2x3 (2008)
- Consuming Passion - film TV (2008)
- Walter's War - film TV (2008)
- FM - serie TV, 6 episodi (2009)
- Monday Monday - serie TV, episodio 1x6 (2009)
- Brothers - serie TV, episodio 1x10 (2009)
- Material Girl - serie TV, 6 episodi (2010)
- Double Wedding - film TV (2010)
- Thorne - serie TV (2010)
- Happy Endings - serie TV, episodio 1x8 (2011)
- Delitti in Paradiso - serie TV, episodio 1x6 (2011)
- Secrets and Words - serie TV, episodio 1x3 (2012)
- Quick Cuts - serie TV, 3 episodi (2013)
- Pat & Cabbage - serie TV, episodio 1x6 (2013)
- Looking - serie TV, 8 episodi (2014-2015)
- The Interceptor - serie TV, 8 episodi (2015)
- The Five - serie TV, 10 episodi (2016)
- NW - Film TV (2016)
- The Handmaid's Tale - serie TV (2017-2025)
- Maxxx - serie TV, 6 episodi (2017)
- The First Lady - serie TV, 10 episodi (2022)
- Secret Invasion – serie TV, episodio 1x05 (2023)
- Presunto innocente (Presumed Innocent) – miniserie TV (2024)
- No Good Deed – serie TV, 6 episodi (2024)

## Doppiatore
- Assassin's Creed IV: Black Flag – videogioco (2013)

## Doppiatori italiani
Nelle versioni in italiano delle opere in cui ha recitato, O. T. Fagbenle è stato doppiato da:
- Gianfranco Miranda in Black Widow, The First Lady, Secret Invasion
- Gabriele Sabatini in Presunto innocente, No Good Deed
- Roberto Gammino in Looking
- Alessio Cigliano in The Five
- Francesco Mei in The Handmaid's Tale